# Eliteserien kvinner
L'Eliteserien kvinner (conosciuta con la sigla EK) è il massimo campionato di pallacanestro femminile della Norvegia. Il campionato della stagione 2008/09 è stato giocato da solo 7 squadre perché la squadra dell'Elite Nord è stata estromessa per bancarotta.
Il campionato maschile è denominato Basketball League Norway.

## Eliteserien kvinner 2008-2009
- Ammerud Queens
- Asker/Bærums Verk
- Gimle BBK
- Hop BBK
- Nordstrand
- Ullern IF
- Ulriken

## Albo d'oro
- 2003-04 - Gimle BBK
- 2004-05 -
- 2005-06 - Asker/Bærums Verk
- 2006-07 - Gimle BBK
- 2007-08 - Gimle BBK
- 2008-09 - Ullern IF